# Cadillac Eldorado
Cadillac Eldorado («Кадилак Ельдорадо») — американський автомобіль класу personal luxury car (особистий автомобіль класу люкс), що випускався підрозділом Cadillac корпорації GM з 1953 по 2002 року.
Це був флагман модельного ряду дводверних Cadillac, один з найдорожчих автомобілів цієї марки. Серед конкурентів Lincoln Mark, Buick Riviera, Oldsmobile Toronado та Chrysler Imperial Crown Coupe.
Випускалася протягом цілого ряду років серія Cadillac Eldorado Brougham («Кадилак Елдорадо Бруем») (1957–1960) була найдорожчою моделлю цього виробника. В інші модельні року, це місце займали довгобазні седани та лімузини серії Cadillac Series 75.
Під назвою «Ельдорадо» випускався цілий ряд різних моделей, не завжди пов'язаних один з одним технологічно; зокрема — з 1967 року автомобіль був переведений на унікальну на той момент для марки передньопривідну платформу.
Виробництво велося на заводах в м. Детройт, Лансінг та Хемтрек, штат Мічиган, а також в м. Лінден, штат Нью-Джерсі.

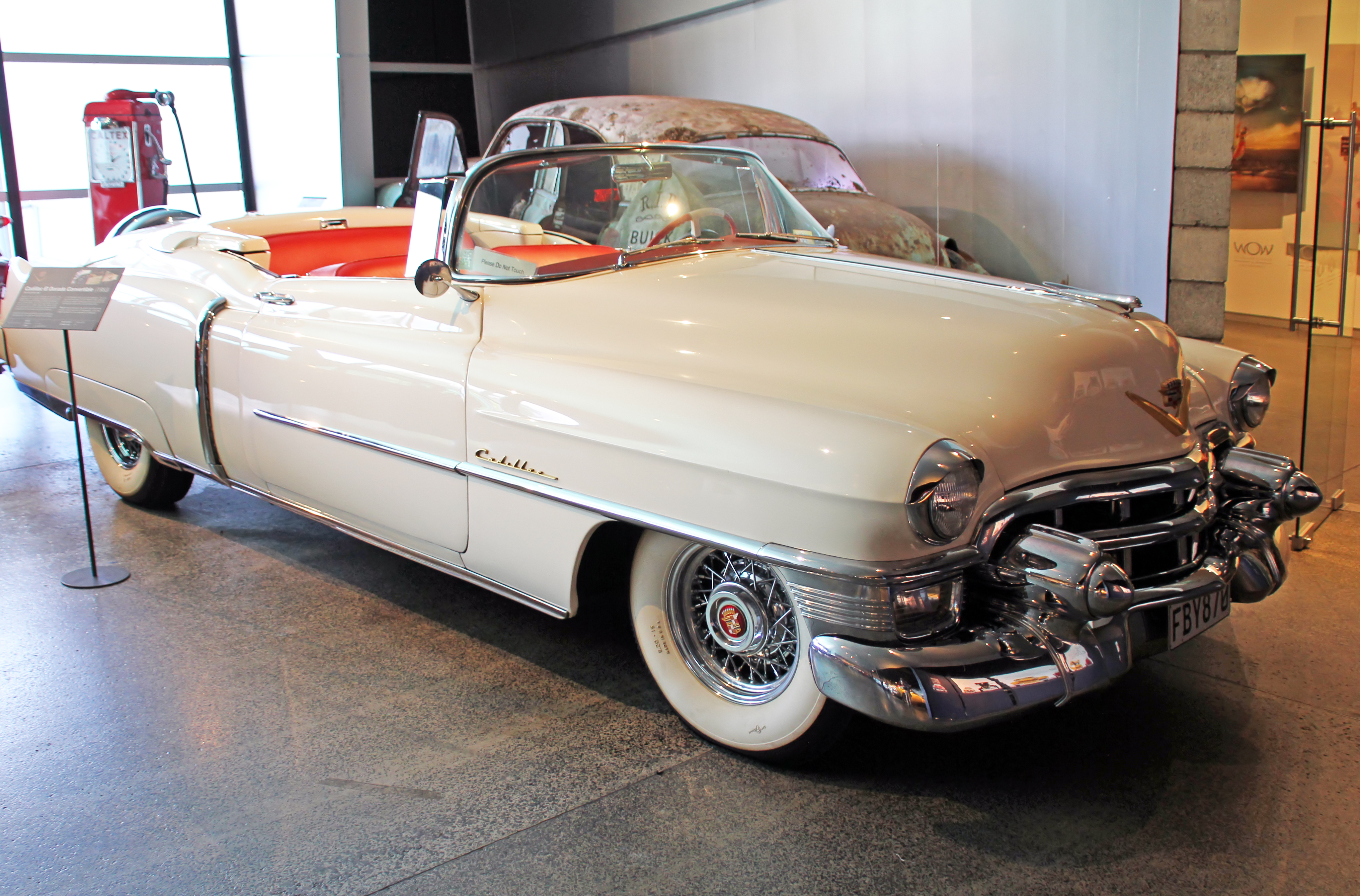
Cadillac Eldorado I (1953)
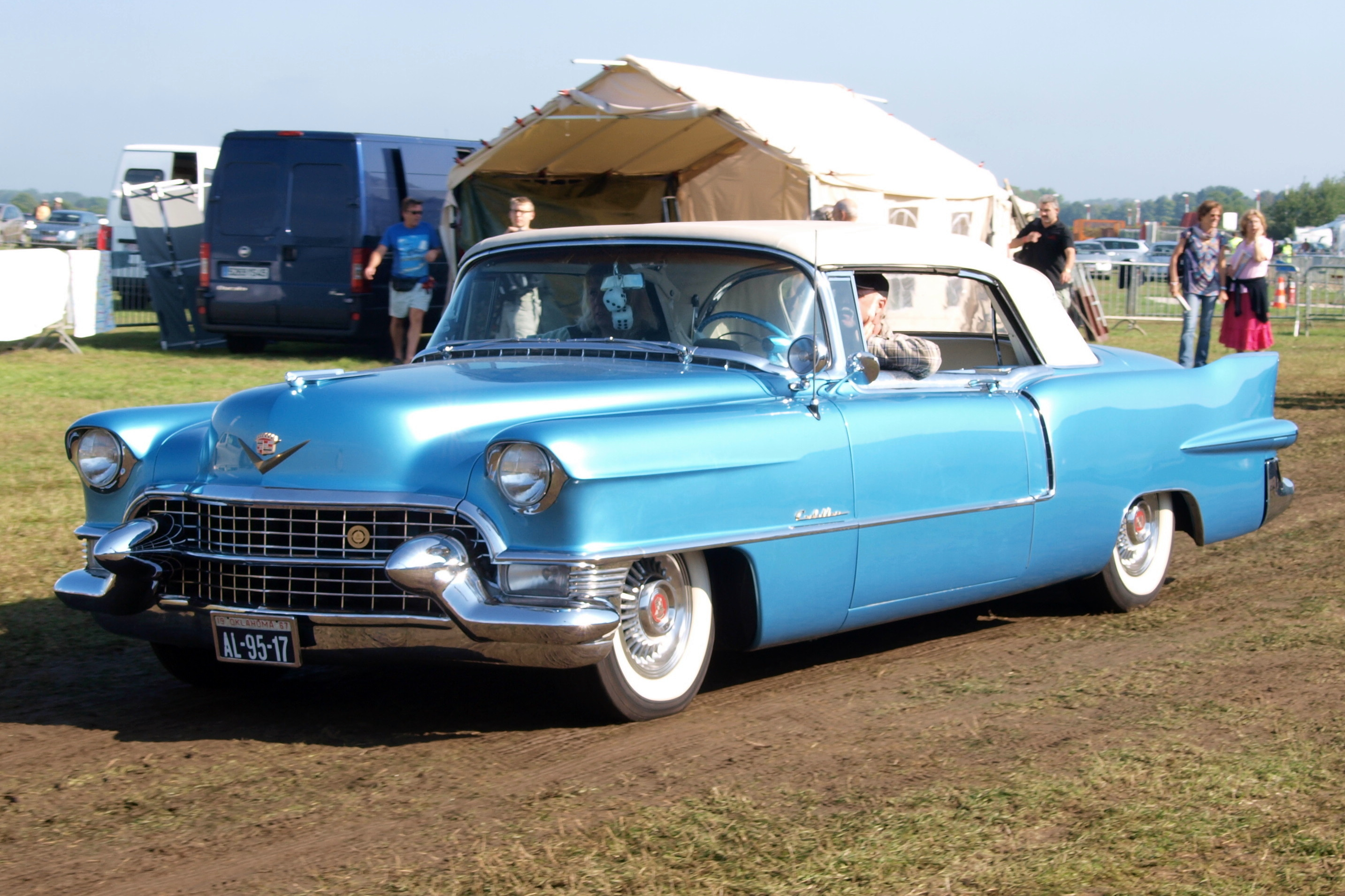
Cadillac Eldorado II (1954–1956)
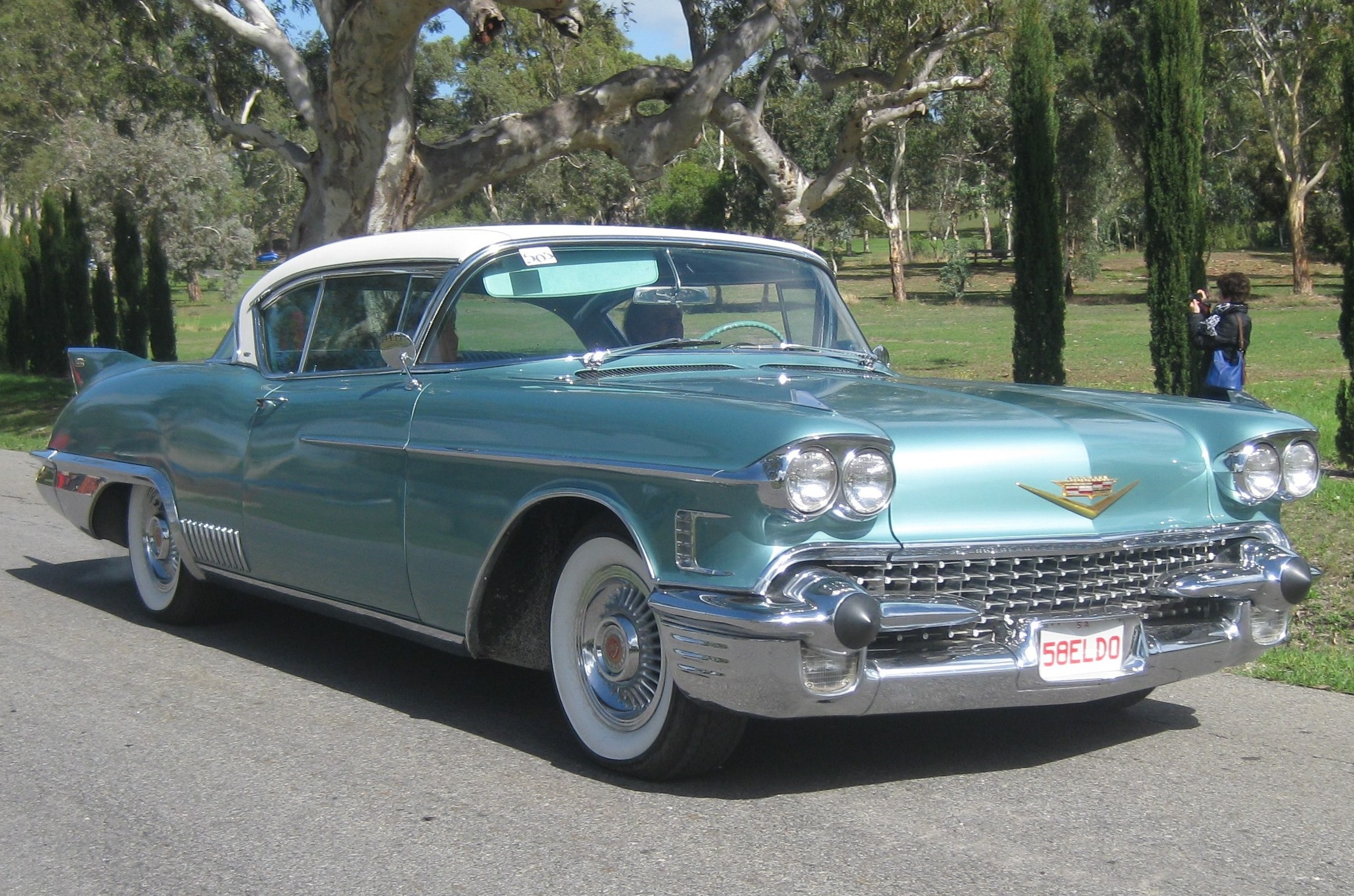
Cadillac Eldorado Seville (1957–1960)
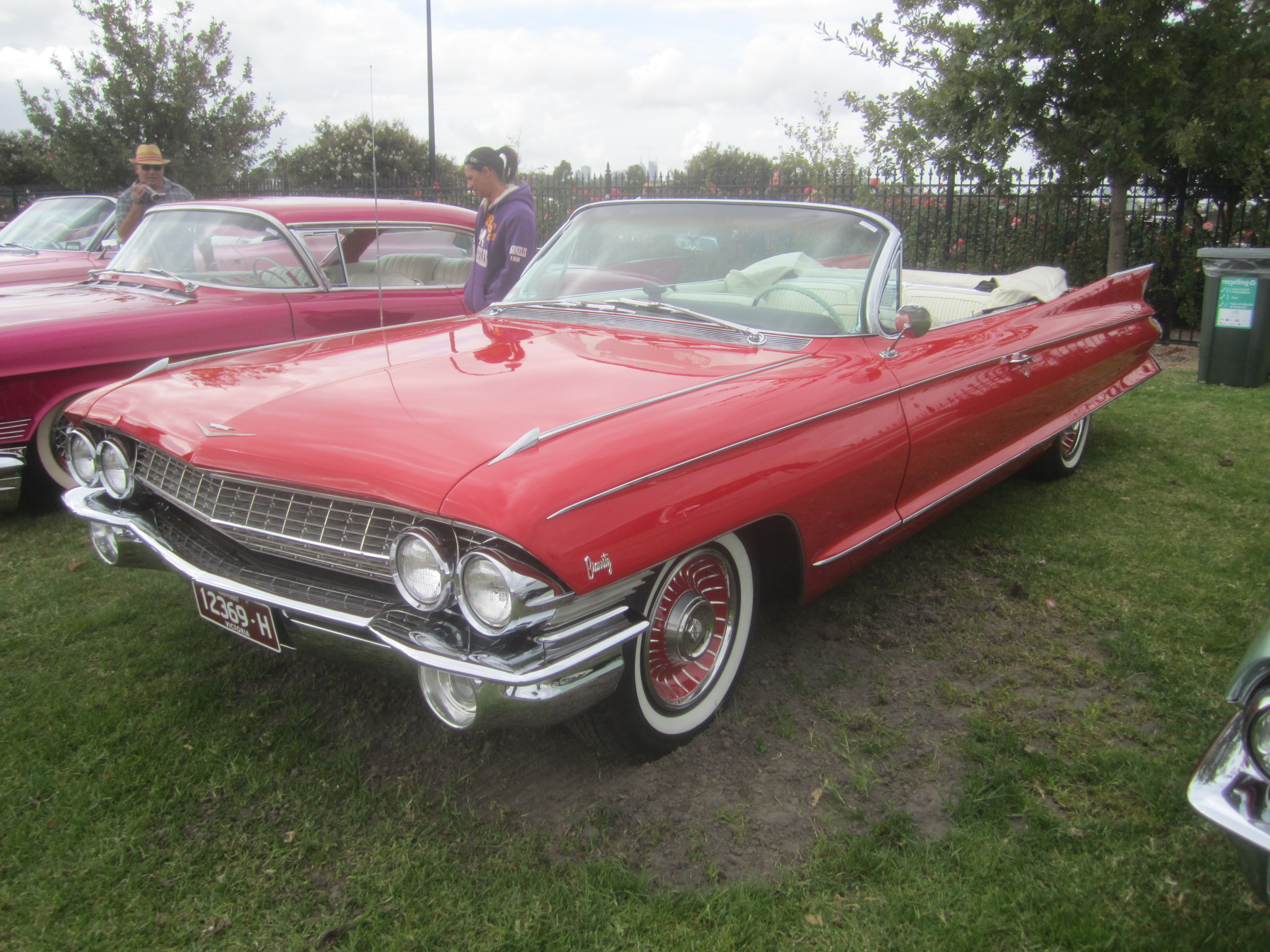
Cadillac Eldorado IV (1961–1964)
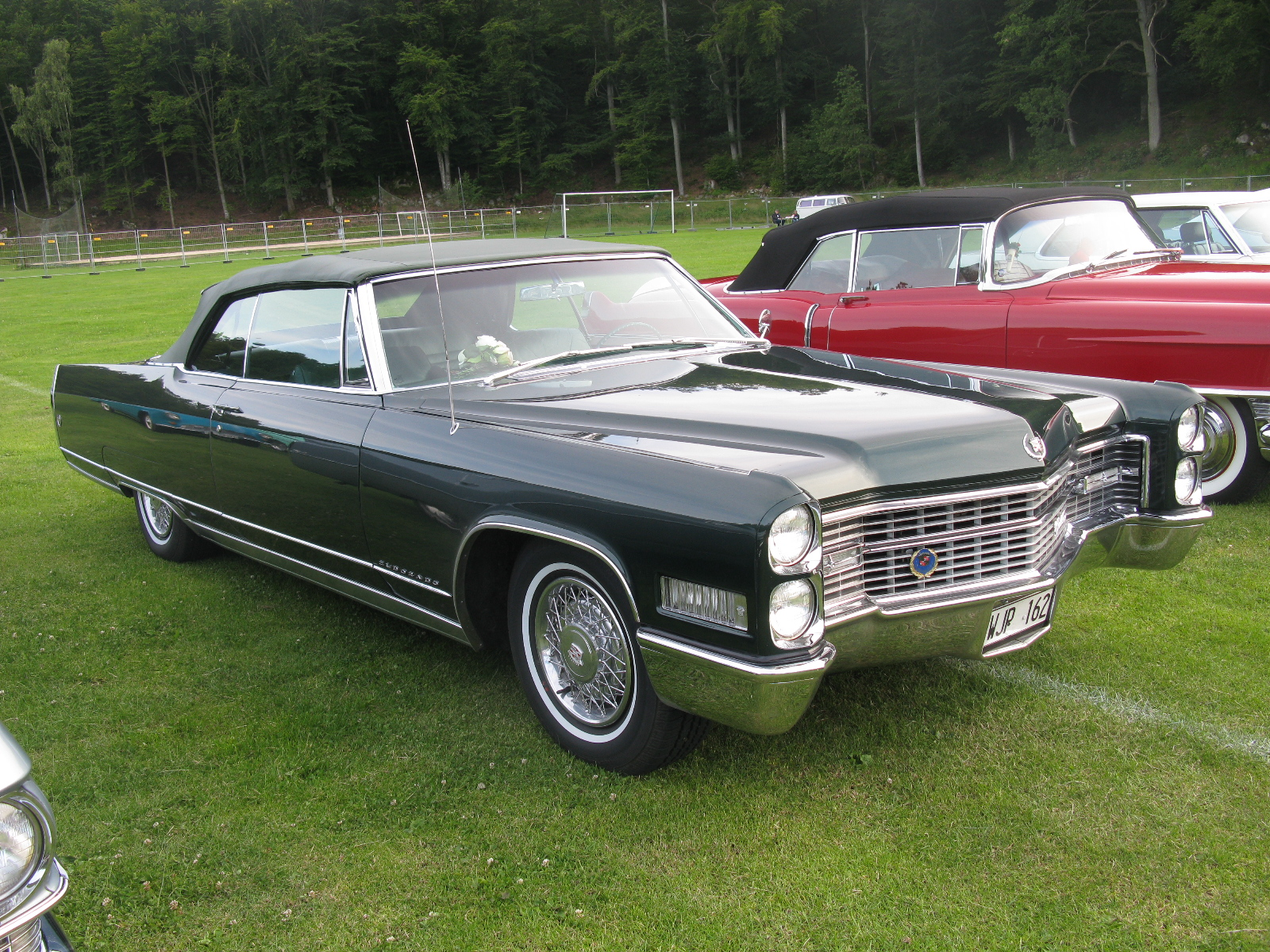
Cadillac Eldorado V (1965–1966)
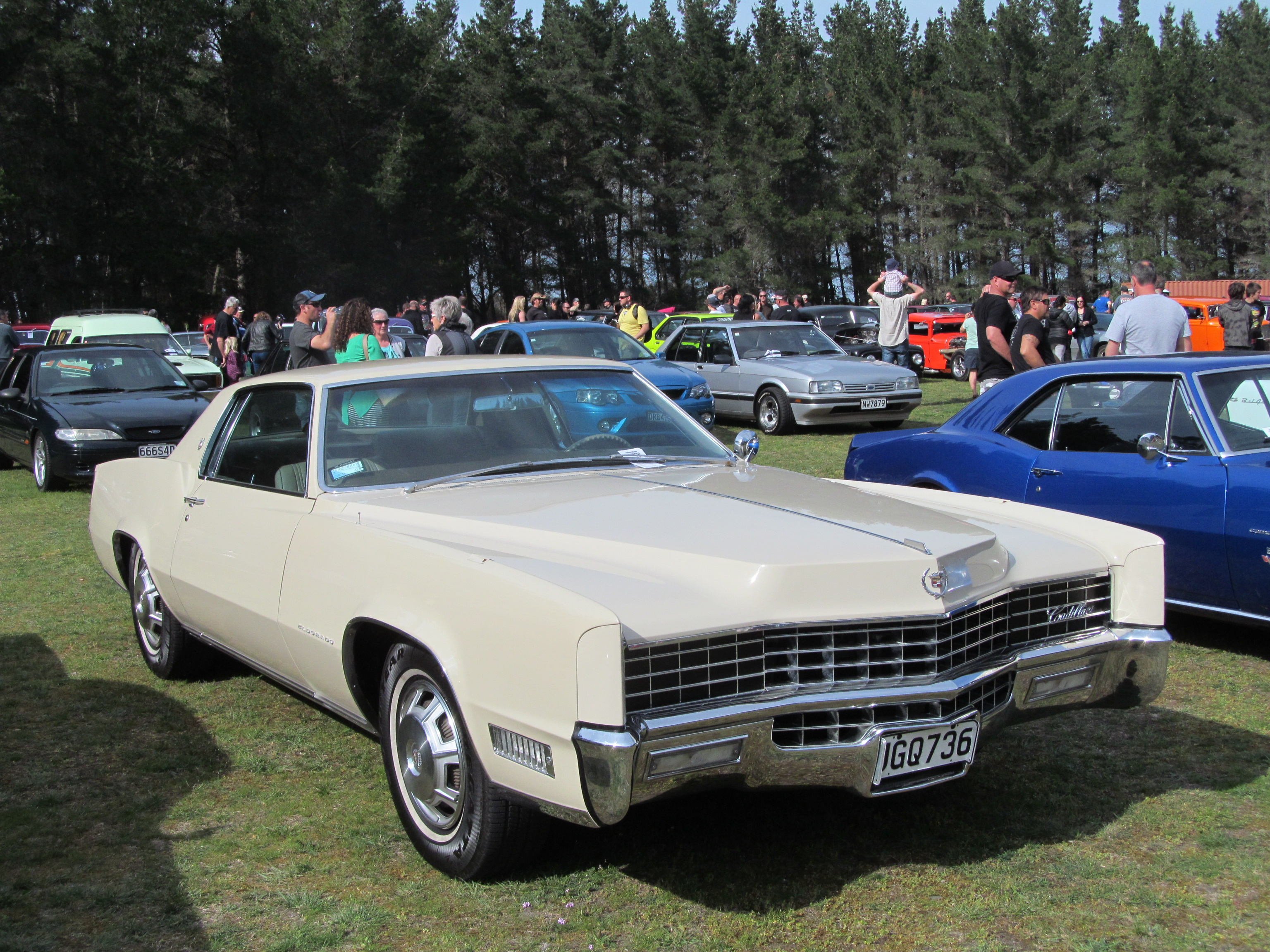
Cadillac Eldorado VI (1967–1970)
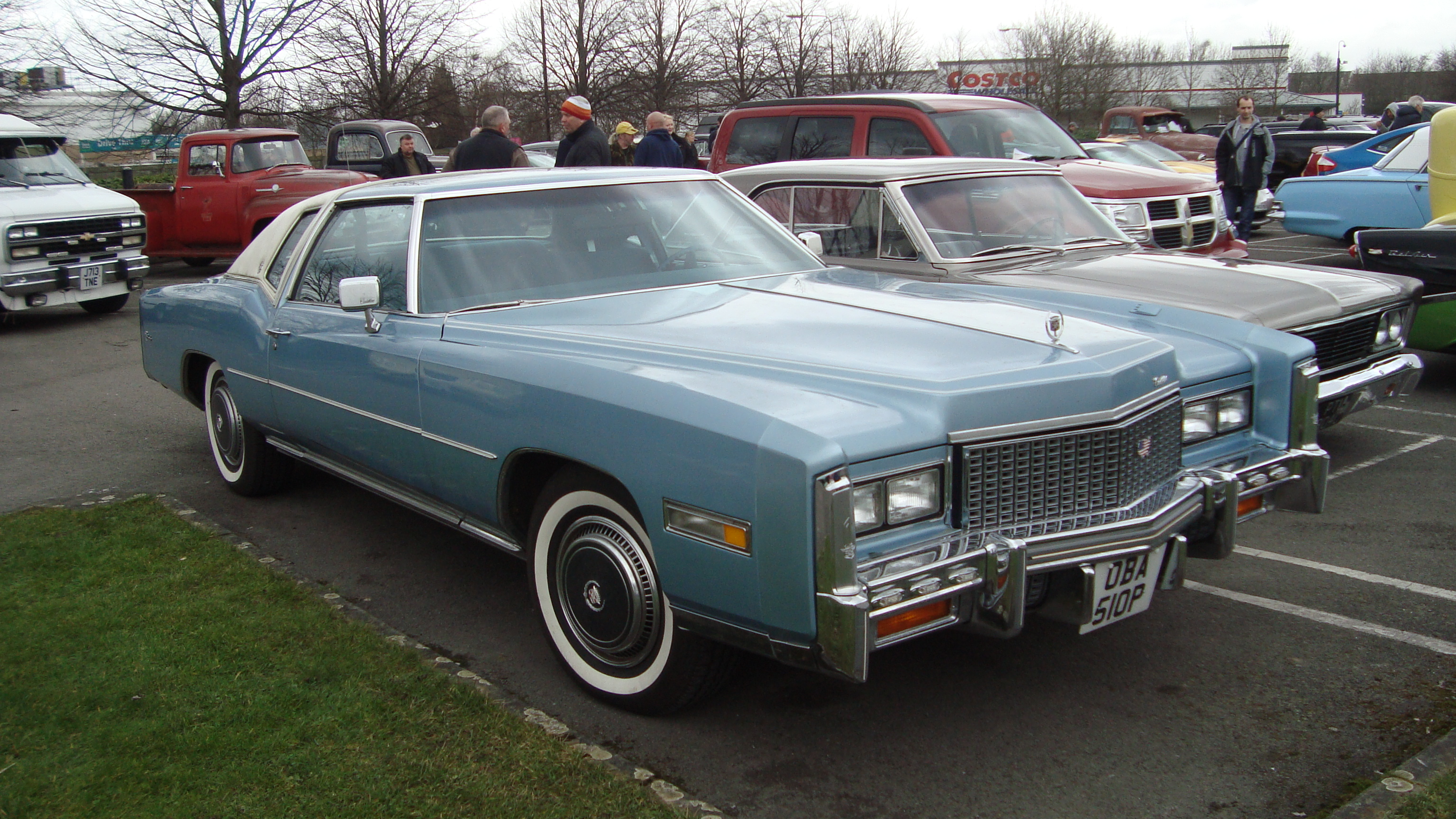
Cadillac Eldorado VII (1971–1978)
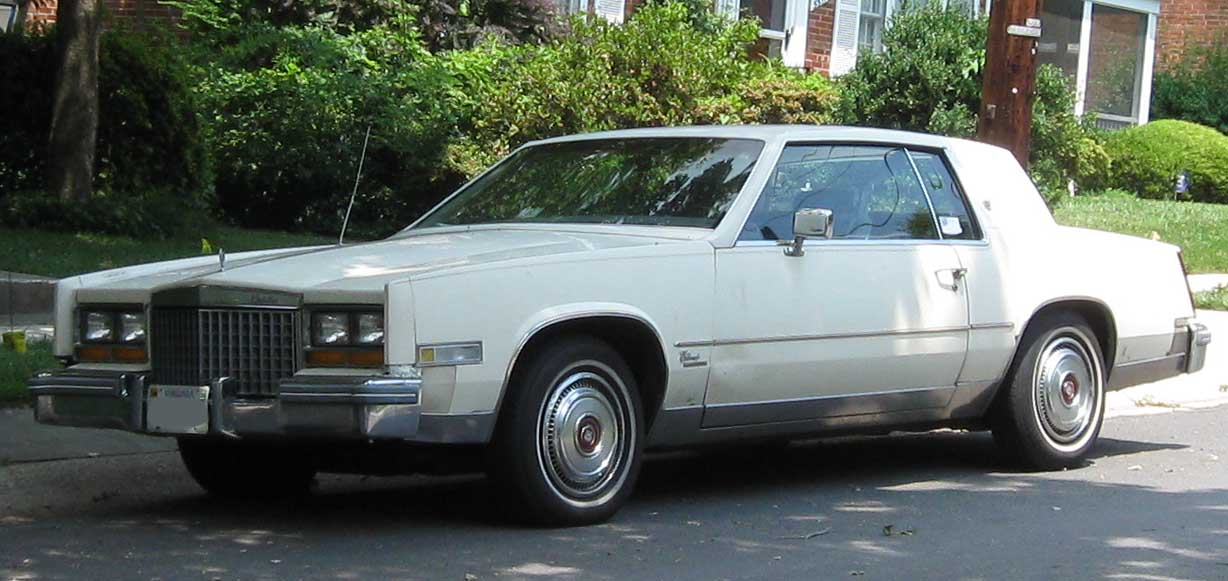
Cadillac Eldorado VIII (1979–1985)
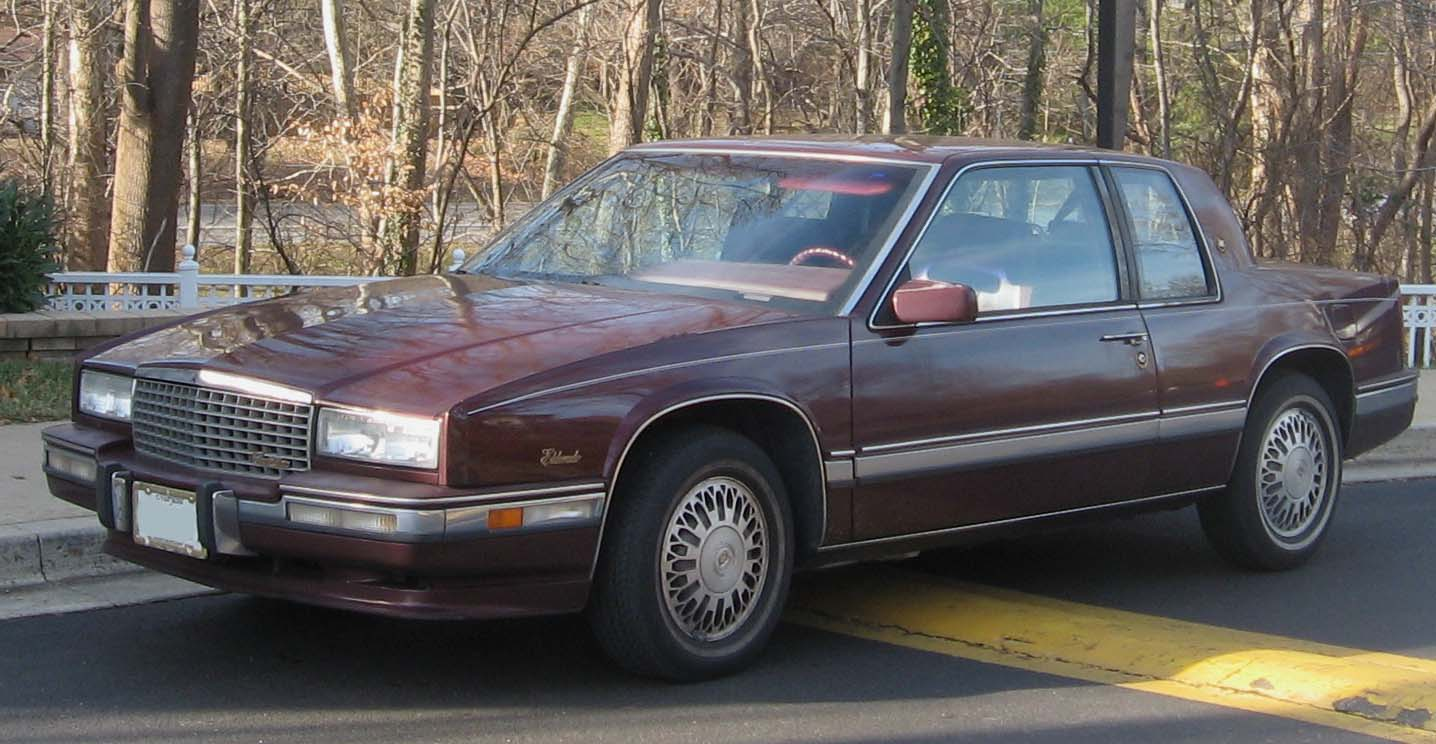
Cadillac Eldorado IX (1986–1991)
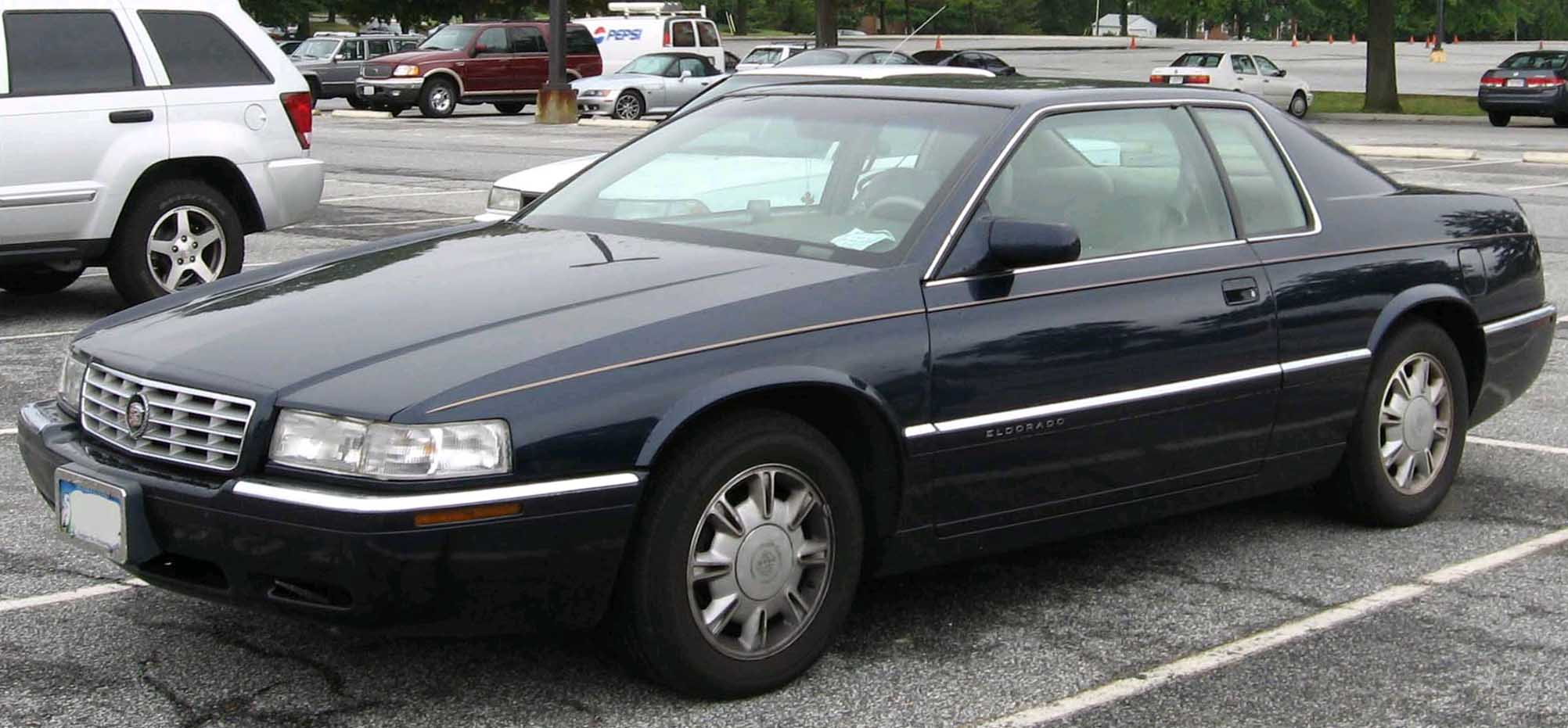
Cadillac Eldorado X (1992–2002)

## Десяте покоління (1992–2002)

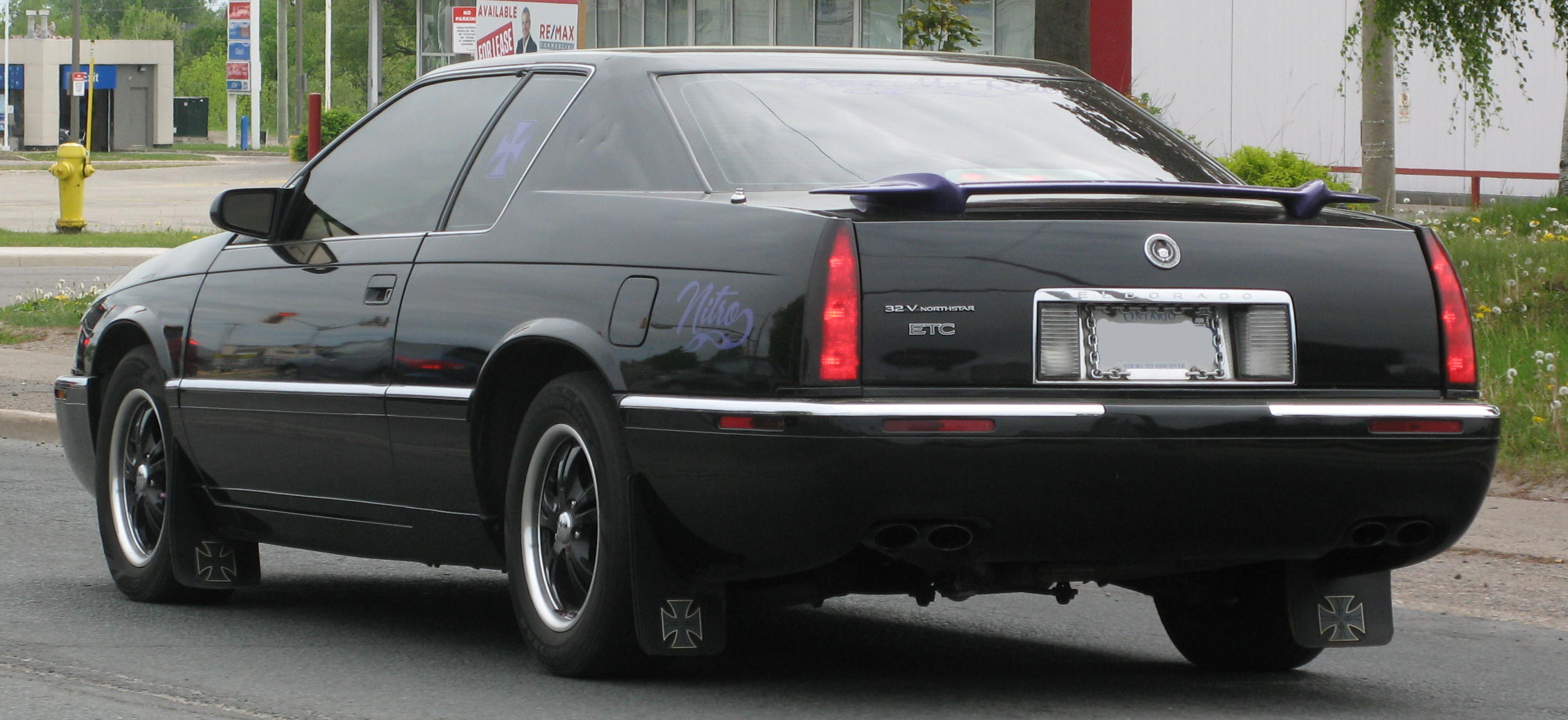
Cadillac Eldorado Touring Coupe 1997

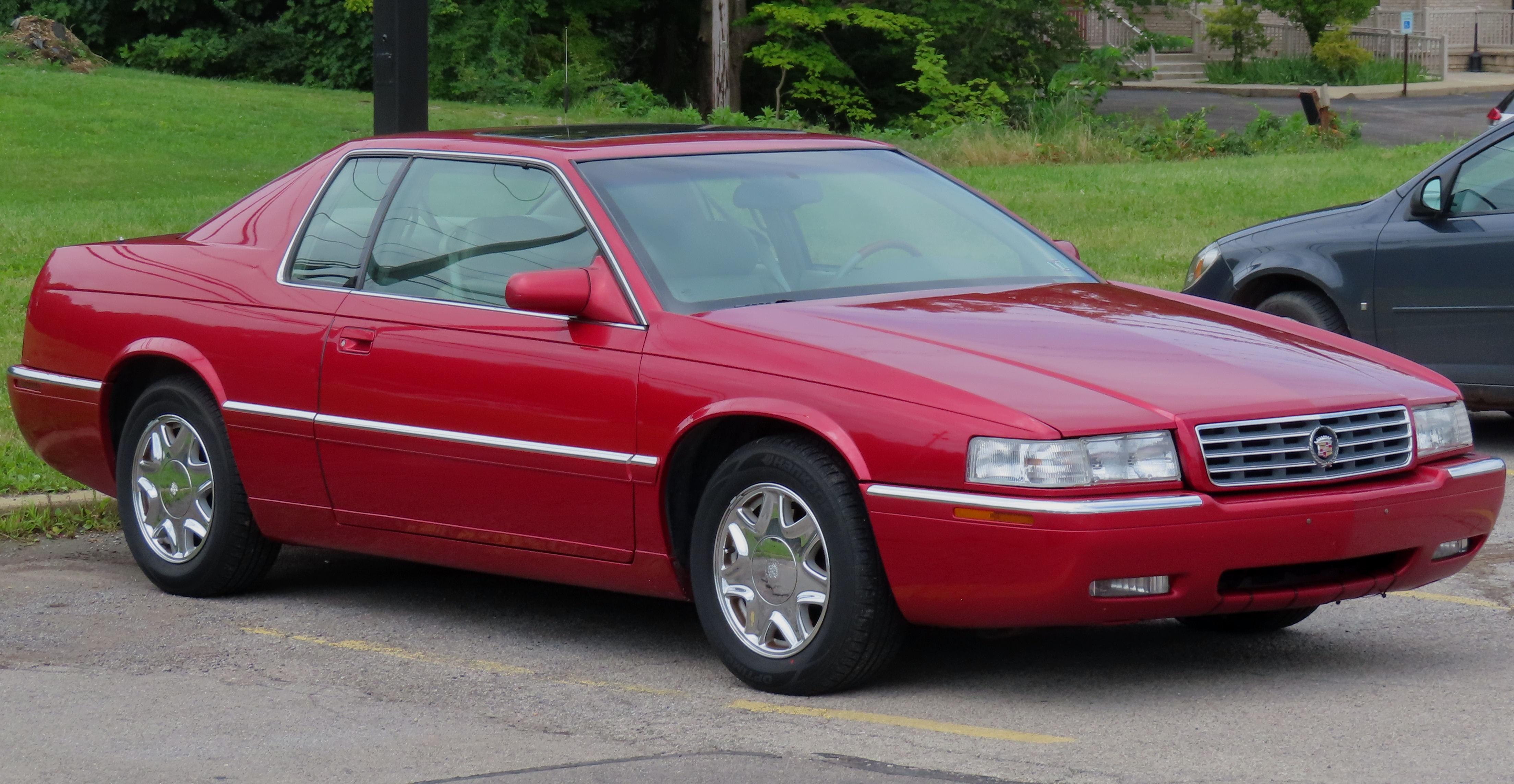

Наприкінці 1991 року з'явився Eldorado десятого покоління, після затримки, оскільки спочатку в Cadillac були незадоволені зовнішнім дизайном (для випуску в 1991 модельному році), як абсолютно нова модель, яка технічно міцно базувалася на Cadillac Seville та її категорично кутовий стиль, повернув спогади про перше купе з переднім приводом 1966 року. Офіційна, публічна презентація моделі відбулася на NAIAS у січні 1992 року.
Восени 1995 року на Ельдорадо було проведено візуальну та технічну модернізацію.
Показники продажів восьмого покоління Eldorado склали понад 31 000 примірників у перший рік, потім вони впали приблизно до 15 000 до 25 000 штук на рік, з подальшою тенденцією до зниження.
Виробництво останнього покоління Ельдорадо в Центрі ремесел Лансінга в Лансінзі, штат Мічиган, закінчилося у квітні 2002 року.

### Двигуни
- 4.9 L L26 V8 203 к.с. (1992–1993)
- 4.6 L L37 V8 273/279 к.с. (1993–2002, ETC)
- 4.6 L LD8 V8 294/305 к.с. (1994-2002, ESC)

## Спроба відродження

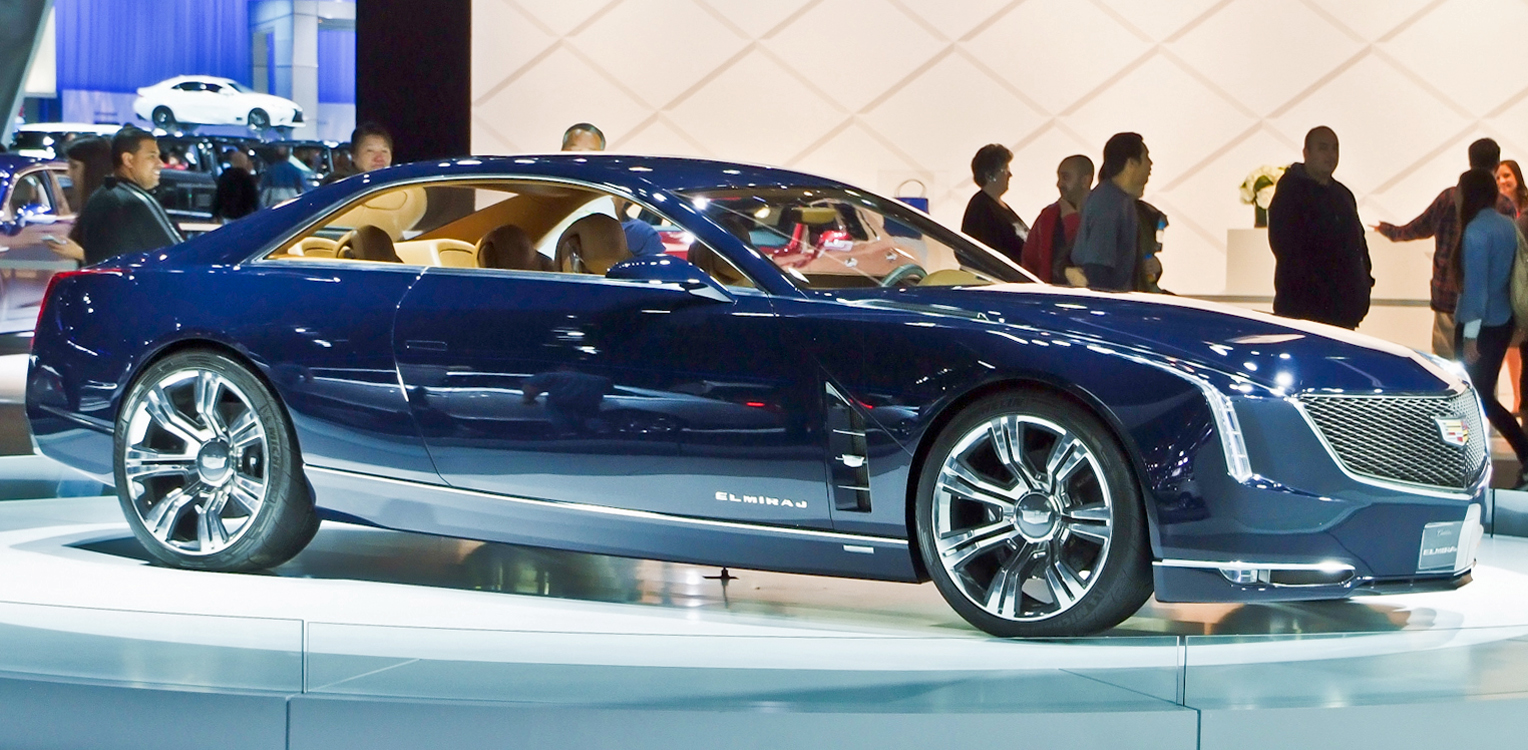
Cadillac Elmiraj

Після офіційного припинення випуску, безліч шанувальників автомобіля очікували на появу нового Eldorado. І як виявилось не марно, оскільки компанія анонсувала вихід вражаючого Cadillac Eldorado 2016. Відомо, що основою для створення нових моделей послужили автомобілі Ciel та Elmiraj. Концепція майбутнього Eldorado визначається як дводверне купе на чотирьох пасажирів. Класичний Eldorado виділявся якістю, продуктивністю та розкішшю. Зовні Eldorado 2016 — це дводверне купе з вертикальними лініями передньої частини кузова та надзвичайно вузькими задніми ліхтарями. Лінія даху помітно занижується у напрямку задньої частини кузова. Від попередніх моделей новачок успадкував дві вихлопні системи по різні боки. Останнє покоління Eldorado оснащене 4,6-літровим V8 двигуном. Для ESC та ETC моделей передбачена потужність у 275 та 300 кінських сил відповідно. Для розгону більш традиційної ESC вистачає 12,3 секунд. Витрата палива становить 12,3 л/100 км. Продуктивна ETC розганяється за 7,0 секунд, витрачаючи 9,8 л/100 км. Пару двигунам складає чотириступінчаста автоматична коробка передач. Привід в автомобілів на передні колеса. Під капотом нового Cadillac Eldorado 2016 планується єдиний 4,8-літровий V8 на 500 кінських сил потужності.